# Ногино (Рязанская область)
Ногино — село в Рыбновском районе Рязанской области России, входит в состав Алешинского сельского поселения.

## География
Село расположено в 5 км на северо-восток от центра поселения села Алешня, в 10 км на юго-запад от райцентра города Рыбное.

## История
В 1644 году в селе Нагине князем Д.П. Переяславским была построена каменная церковь во имя Рождества Пресвятой Богородицы. В приходе к церкви по окладным книгам 1676 года значилось всего 18 дворов. В 1823 году к церкви пристроен придел в честь Федоровской иконы Божьей Матери Петром Прокопьевичем Таптыковым.
В XIX — начале XX века село входило в состав Рыбновской волости Рязанского уезда Рязанской губернии. В 1905 году в селе было 88 дворов.
С 1929 года село являлось центром Ногинского сельсовета Рыбновского района Рязанского округа Московской области, с 1937 года — в составе Алешинского сельсовета Рязанской области, с 2005 года — в составе Алешинского сельского поселения.
В годы Великой Отечественной войны между сёлами Житово и Ногино располагался военный аэродром Житово. Здесь базировался 836 бомбардировочный авиаполк. 30 мая 1943 года полк убыл на аэродром Барыково (Тульская область). С апреля 1943 года по ноябрь 1943 года на аэродроме проходил переформирование 35 бомбардировочный авиаполк, прибывший с аэродрома Сарожа (Ленинградская область). В Ногино, на сельском кладбище, установлен памятник погибшим летчикам 836 авиаполка. Постановлением ГКО № 5131 от 9 февраля 1944 г. произошло перебазирование 1-й Высшей школы штурманов и летчиков авиации Дальнего действия из г. Троицк в г. Рязань на аэродромы Дягилево, Житово, Григорьевское, Ряжск, Моршанск, Александровка, Сосновая. В 2021 году аэродром Житово использовался как площадка приземления парашютистов Рязанского гвардейского высшего воздушно-десантного командного училища (РВВДКУ) имени генерала армии В.Ф. Маргелова.

## Население
| 1859 | 1897 | 1906 | 2010 |
| ---- | ---- | ---- | ---- |
| 510  | ↘509 | ↘390 | ↘225 |